# Breviceps sopranus
Espèce
Statut de conservation UICN

 LC  : Préoccupation mineure
Breviceps sopranus est une espèce d'amphibiens de la famille des Brevicipitidae.

## Répartition
Cette espèce se rencontre du niveau de la mer à 350 m d'altitude :
- en Afrique du Sud au Mpumalanga et au KwaZulu-Natal ;
- dans l'Est de l'Eswatini.

Sa présence est incertaine au Mozambique.

## Publication originale
- Minter, 2003 : Two new cryptic species of Breviceps (Anura: Microhylidae) from southern Africa. African Journal of Herpetology, vol. 52, p. 9–21.